# Рудий Денис Юрійович
RUDOI — (Рудий Денис Юрійович, нар. 19 березня 1996 року у місті Одеса) — діяч мистецтв, артист, режисер, співак, актор, сценарист

## Життєпис
Народився 19 березня 1996 року у місті Одеса. З юних років захоплювався музикою та театром.
У 6 років пішов до Одеської школи «ОРТ» №94.
Займався живописом в студії образотворчого мистецтва «Моряна» КЗПО «Одеський ЦДЮТ «Моряна».
В 11 років перейшов в 6 класс до СЗОШ №59 Олімпійського резерву яку і заканчив у 2013 році.
У 2013 році вступив до навчання у Одеський коледж мистецтв імені К. Ф. Данькевича.
Став працювати в Одеському обласному академічному драматичному театрі  як запрошений артист у виставах "Вій", "Труфальдіно".
У 2014 Режесер постановник мюзиклу «Білосніжка».
У 2015 Режесер та художник-постановник мюзиклу «Питер Пэн» за мотивами твору Джеймс Баррі (драматург)
З 2016 року став директором концертної агенсії "ОЛЕГАРТ ПРОДАКШН"  та працює з такими артистами як Оля Полякова, Макс Барських, гурт НеАнгели, Арсен Мірзоян та інші.
У 2017 закінчив навчання в Одеський коледж мистецтв імені К. Ф. Данькевича здобув кваліфікацію молодший спеціаліст.
Режесер та художник-постановник мюзиклу «Чарлі та шоколадна фабрика» за мотивами твору Роальда Даля.
У 2018 Став переможцем премії «Творча молодь Одещини» в номінації «Режисер року».
У 2019 Півфіналіст X сезону «Х-фактора».
Прем'єра вистави «Червона шапочка» режисер - Рудий Денис
У 2023 Режесер та художник-постановник мюзиклу «Бомбосховище» — першого мюзиклу про повномасштабне вторгнення в Україну.
Режесер та художник-постановник першого історичного мюзиклу України - мюзикл «Княгиня Ольга»
Старший викладач "Факультету мистецтва і дизану" Міжнародного гуманітарного університету, Освітня программа: Артист музичного театру. З 2024 року працює запрошеним артистом у  Одеського театру музичної комедії ім. М. Водяного  у рок-оперу Тіма Райса та Ендрю Ллойд Веббера - Ісус Христос — суперзірка на роль Ісуса Христа.
Лауреат  ІV муніципального конкурсу ім. Івана Франка  у номінації «Популяризація творчості Івана Франка»
А також прем'єра нової танцювальної вистави «Сукня».  Режесер, художник-постановник та соліст вистави - Рудий Денис

## Сингли
| Назва                        | Автор музики                      | Автор тексту      | Рік  |
| ---------------------------- | --------------------------------- | ----------------- | ---- |
| "Твоя любов - то захист мій" | Магденко Ангеліна, Аксьонов Денис | Магденко Ангеліна | 2022 |
|                              |                                   |                   |      |